# ميكي سوتون (لاعب كرة قدم كندية، مواليد 1960)
ميكي سوتون (بالإنجليزية: Mickey Sutton) هو لاعب كرة قدم أمريكية ولاعب كرة قدم كندية أمريكي، ولد في 28 أغسطس 1960 في غرينفيل في الولايات المتحدة.

## وصلات خارجية
- ميكي سوتون (لاعب كرة قدم كندية، مواليد 1960) على موقع مرجع كرة القدم المحترفة.كوم (الإنجليزية)